# Helicopsyche lata
Helicopsyche lata is een schietmot uit de familie Helicopsychidae. De soort komt voor in het Oriëntaals gebied.